# Texas Instruments TI-55-II
Texas Instruments TI-55-II (TI-55-II) је био џепни рачунар, производ фирме Тексас Инструментс (Texas Instruments) који је почео да се израђује у САД током 1981. године.
RAM меморија рачунара TI-55-II је имала капацитет од 56 корака, 7 меморија.

## Детаљни подаци
Детаљнији подаци о рачунару TI-55-II су дати у табели испод.
|                       |                                           |
| [ 1 ]                 |                                           |
| Произвођач            | Тексас Инструментс                        |
| Тип                   | џепни рачунар                             |
| Меморија              | 56 корака, 7 меморија                     |
| Поријекло             | Сједињене Америчке Државе                 |
| Година                | 1981                                      |
| Тастатура             | 45 тастера                                |
| Процесор              |                                           |
| Фреквенција процесора |                                           |
| RAM                   | 56 корака, 7 меморија                     |
| ROM                   |                                           |
| Текст                 | 10 цифара, показивач са текућим кристалом |
| Графика               |                                           |
| Боја                  |                                           |
| Звук                  | мали звучник у тастатури                  |
| Димензије             | око 2' x 2' X 11                          |
| Портови               |                                           |
| Оперативни систем     |                                           |